# Circo Máximo
El Circo Máximo (en italiano: Circo Massimo; en latín: Circus Maximus) fue un antiguo estadio para carreras de carros y otros eventos de masas de la antigua Roma (Italia). Ubicado en un valle entre el monte Aventino y el Palatino, fue el primer hipódromo y el más grande de la antigua Roma y su posterior imperio. Tenía una longitud de 621 metros y una anchura de 118 metros y podía albergar a más de 150 000 espectadores. En su forma completamente desarrollada, se convirtió en el modelo de los circos de todo el Imperio romano. El sitio es actualmente un parque público.

## Eventos y usos

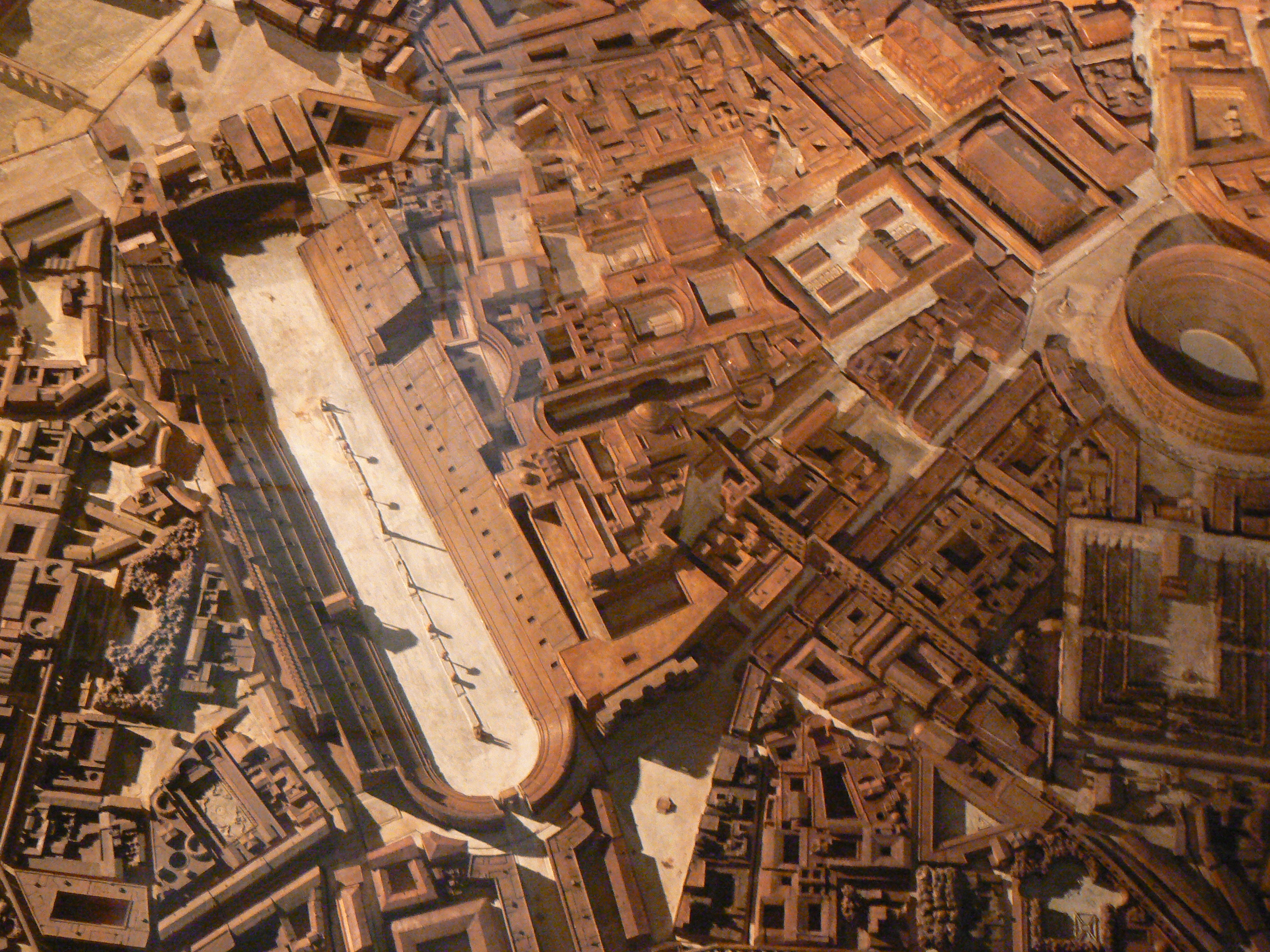
Maqueta de Roma en el siglo iv d. C., de Paul Bigot. El circo se encuentra entre el Aventino (izquierda) y el Palatino (derecha); la estructura ovalada a la derecha es el Coliseo.

El circo era el recinto más grande de Roma para celebrar los ludi, juegos públicos conectados a los festivales religiosos romanos. Los ludi —plural de ludus, que significa «deporte» o «juego» en latín— eran patrocinados por romanos ilustres o por el Estado romano en beneficio del pueblo de Roma y de los dioses. La mayoría de ellos se celebraba anualmente o a intervalos anuales en el calendario romano. Otros se llevaban a cabo para cumplir un voto religioso, como los juegos en celebración de un triunfo. De acuerdo con la tradición romana, los primeros ludi triunfales realizados en el circo fueron prometidos por Tarquinio el Soberbio a Júpiter durante la monarquía romana por su victoria sobre la ciudad de Suessa Pometia.
Los ludi oscilaban en duración y alcance desde eventos de un día o incluso medio día hasta espectaculares celebraciones realizadas en varios lugares diferentes durante varios días, que contaban con ceremonias religiosas, festejos públicos, carreras de caballos y carros, competiciones de atletismo, representaciones de obras de teatro y recitales, venationes y peleas de gladiadores. Algunos incluían ejecuciones públicas. Los ludi más grandes que se celebraban en el circo empezaban con un vistoso desfile (pompa circensis), muy similar a las procesiones triunfales, que indicaba el propósito de los juegos y presentaba a los participantes.
Durante la República romana, los ludi eran organizados por los ediles. Los ludi más grandes y costosos ofrecían una excelente oportunidad para evaluar la competencia, generosidad e idoneidad de un edil para un cargo superior. Sin embargo, algunos eventos celebrados en el circo parecen haber sido relativamente pequeños e íntimos. En el 167 a. C. «flautistas, artistas escénicos y bailarines» actuaron en un escenario temporal, probablemente instalado entre las dos tribunas centrales. Otros eventos fueron ampliados con ingentes costes para que ocuparan todo el espacio. Una venatio celebrada allí en el 169 a. C., una de las varias realizadas en el siglo ii, usó «sesenta y tres leopardos y cuarenta osos y elefantes», mientras los espectadores presumiblemente eran mantenidos a salvo por una barrera.
A medida que se expandieron las provincias de Roma, los ludi existentes fueron embellecidos y los políticos inventaron nuevos ludi compitiendo por el favor del pueblo y de los dioses. Durante la República romana, se celebraban ludi cincuenta y siete días al año. Durante los demás días, los aurigas y jinetes practicaban en su pista. De otra manera, habría sido un corral conveniente para los animales que se vendían en el cercano Foro Boario, justo frente a la puerta de salida del circo. Bajo las gradas exteriores, junto a las numerosas entradas del circo, había talleres y tiendas. En la época de Catulo (mediados del siglo i a. C.), cuando no se estaba celebrando ningún juego el circo era probablemente «un espacio abierto polvoriento con tiendas y puestos [...] una concurrida y colorida zona con mala reputación», frecuentada por «prostitutas, malabaristas, adivinos y artistas de baja categoría».

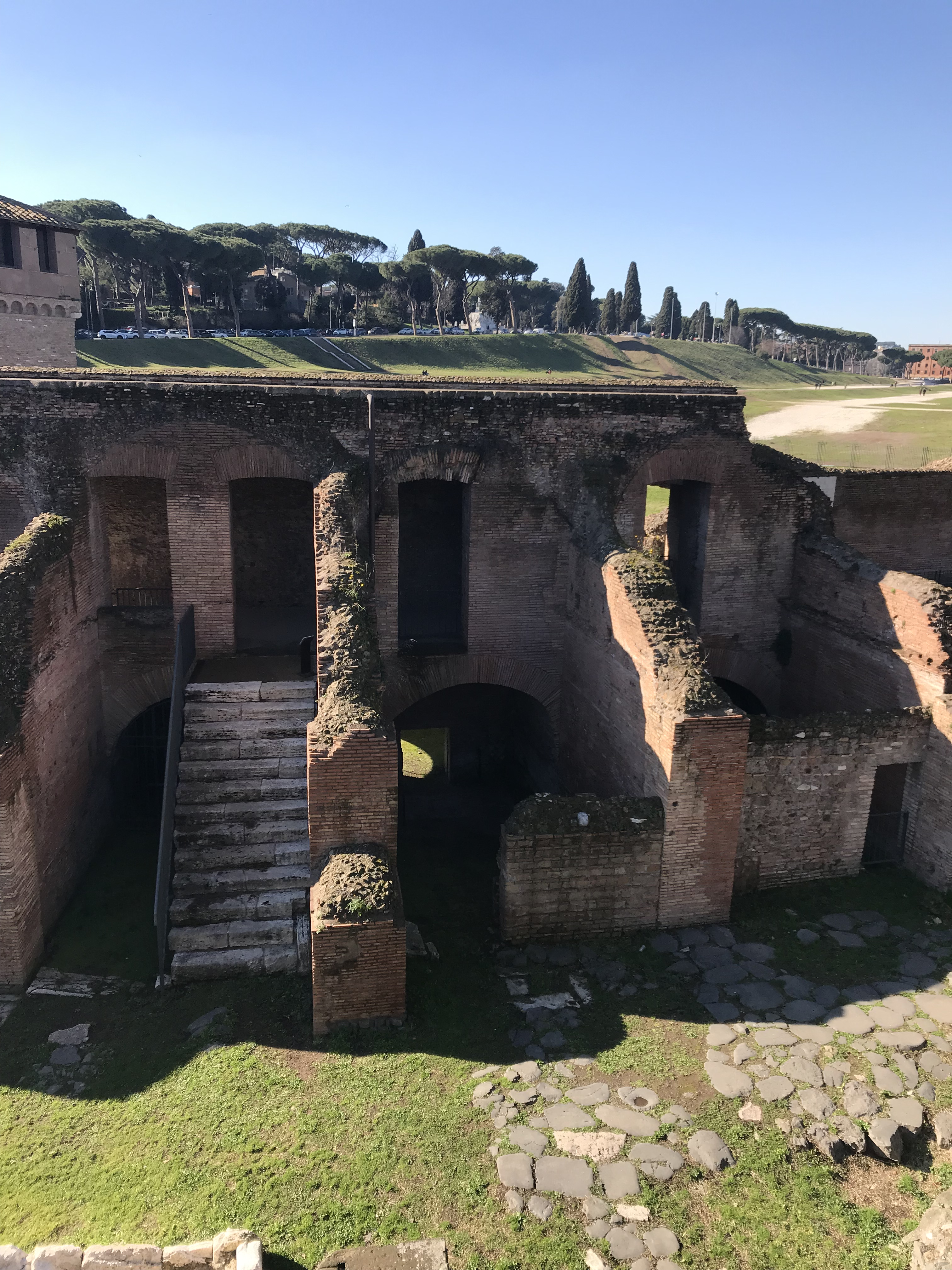
Vista del circo desde el noreste en 2019.

Los emperadores romanos satisficieron la creciente demanda popular de ludi y la necesidad de disponer de sedes más especializadas como obligaciones esenciales de su cargo y culto. Durante los varios siglos de su desarrollo, el Circo Máximo se convirtió en la principal sede especializada de Roma para disputar carreras de carros. A finales del siglo i d. C. se construyó el Coliseo para que albergara los espectáculos de gladiadores y las cacerías más pequeñas de la ciudad, y la mayoría de las competiciones de atletismo se celebraban en el Estadio de Domiciano, construido a tal efecto, aunque las carreras atléticas de larga distancia todavía se realizaban en el circo. Finalmente, se celebraban ludi 135 días al año.
Incluso en el punto álgido de su desarrollo como circuito para carreras de carros, el circo siguió siendo el recinto más adecuado de Roma para realizar procesiones religiosas multitudinarias y el escenario más popular para celebrar venationes a gran escala; a finales del siglo iii, el emperador Probo organizó un impresionante espectáculo en el circo en el que las bestias eran cazadas dentro de un verdadero bosque de árboles, en un escenario construido a tal efecto. Después de que el cristianismo se convirtiera en la religión oficial del Imperio, los ludi perdieron popularidad gradualmente. La última cacería conocida realizada en el Circo Máximo tuvo lugar en el 523, y las últimas carreras conocidas fueron celebradas por Totila en el 549.

## Topografía y construcción

### Monarquía romana

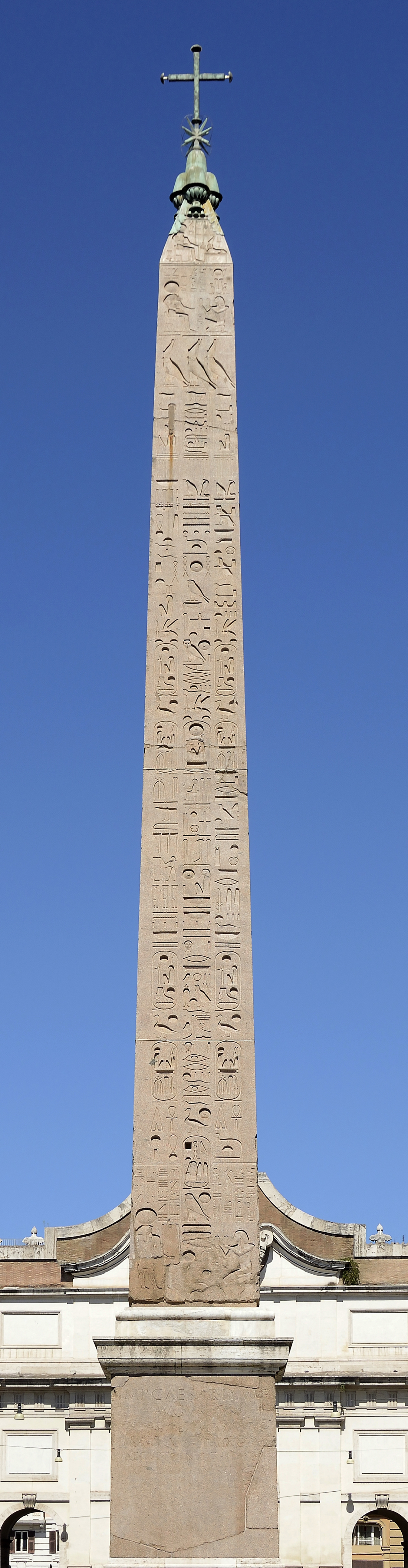
El Obelisco Flaminio, actualmente situado en la Piazza del Popolo, formaba parte de la barrera de división (spina) del Circo Máximo.

El Circo Máximo se encontraba al nivel del suelo en el Valle de Murcia (Vallis Murcia), situado entre el monte Aventino y el Palatino. En los primeros días de Roma, el valle estaba compuesto por fértiles terrenos agrícolas, propensos a las inundaciones del río Tíber y del arroyo que dividía en dos el valle. Probablemente este arroyo ya estaba atravesado por dos puentes desde una fecha temprana, en los puntos en los que la pista lo cruzaba, y las primeras carreras se celebraron en un entorno agrícola, «con nada más que postes de giro, bancos donde se podían sentar los espectadores, y algunos santuarios y lugares sagrados».
Según la historia de Roma de Tito Livio, el primer rey etrusco de Roma, Lucio Tarquinio Prisco, construyó asientos elevados de madera para los estratos sociales más altos de Roma (los équites y los patricios), que probablemente ocupaban parte del lado del Palatino, con toldos para protegerse del sol y de la lluvia. Su nieto, Tarquinio el Soberbio, añadió los primeros asientos para plebeyos, tanto en el lado del Palatino como en el lado opuesto de la pista, el del Aventino. Por lo demás, probablemente el circo todavía era poco más que una pista a través de las tierras de cultivo de los alrededores. En esta época, el arroyo pudo haber sido drenado, pero las gradas y los asientos de madera se pudrían con frecuencia y tenían que ser reconstruidos. Los postes de giro (metae), cada uno de ellos compuesto por tres pilares cónicos de piedra, pudieron ser las primeras estructuras permanentes del circo; un canal de desagüe descubierto entre los postes servía como barrera divisoria.

### República romana
El patrocinador de los juegos (editor en latín) habitualmente se sentaba junto a las imágenes de los dioses en una llamativa grada elevada (pulvinar), pero los asientos situados junto al perímetro de la pista ofrecían los primeros planos más espectaculares. En el 494 a. C. (en los inicios de la República romana), al dictador Manio Valerio Máximo y sus descendientes se les concedió el derecho a una silla curul en la curva sureste, un punto de vista excelente de los giros y vuelcos de las carreras de carros. En la década de 190 a. C. se construyeron asientos de piedra junto a la pista, exclusivamente para los senadores.
En el 329 a. C. se construyeron puestos de salida permanentes de madera, que fueron cerrados con puertas, pintados con colores brillantes y escalonados para que la distancia recorrida entre cada puesto y la barrera central fuera la misma. En teoría, podrían haber alojado hasta a veinticinco carros de cuatro caballos (cuadrigas), pero cuando se introdujeron las carreras por equipos fueron ensanchados y se redujo su número. A finales de la República o principios del Imperio había doce puestos. Sus separaciones estaban rematadas por hermas que servían como topes de las puertas, que eran accionadas por resortes, de manera se pudiera lanzar simultáneamente a la pista doce carros ligeros de cuatro o dos caballos. Los puestos eran asignados por sorteo, y los diferentes equipos eran identificados por sus colores. Típicamente, las carreras tenían siete vueltas, que desde al menos el 174 a. C. se contaban usando grandes huevos esculpidos. En el 33 a. C. se añadió un sistema adicional para contar las vueltas con grandes delfines de bronce, colocados por encima de la barrera divisoria central (euripus) para maximizar su visibilidad.

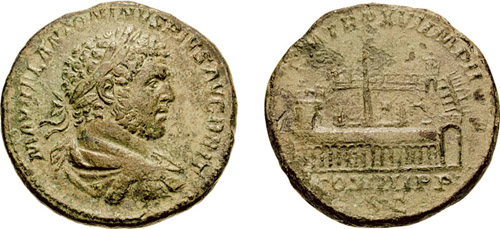
Un sestercio que muestra a Caracalla y el Circo Máximo, con el obelisco de Augusto en el centro de la barrera divisoria central (euripus o spina).

El desarrollo del circo por Julio César, que empezó en torno al 50 a. C., extendió las gradas de asientos a casi toda la longitud de la pista, excepto las puertas de salida y una entrada procesional en el extremo semicircular. La pista medía aproximadamente 621 metros de longitud y 150 metros de anchura. Un canal excavado entre su perímetro y las gradas protegía a los espectadores y ayudaba a drenar la pista. El tercio inferior de las gradas formaba una cávea junto a la pista. Sus secciones frontales a lo largo de la recta central estaban reservadas para los senadores, y las situadas inmediatamente detrás para los équites. Los niveles superiores, dos tercios del total, estaban destinados a los plebeyos y a los no ciudadanos romanos. Eran de madera, con edificios de servicios, tiendas y accesos por debajo. El número total de asientos es incierto, pero probablemente estaba en el orden de 150 000; la estimación de Plinio el Viejo de 250 000 asientos es improbable. Las tribunas de madera fueron dañadas en un incendio en el 31 a. C., durante su construcción o poco después.

### Imperio romano

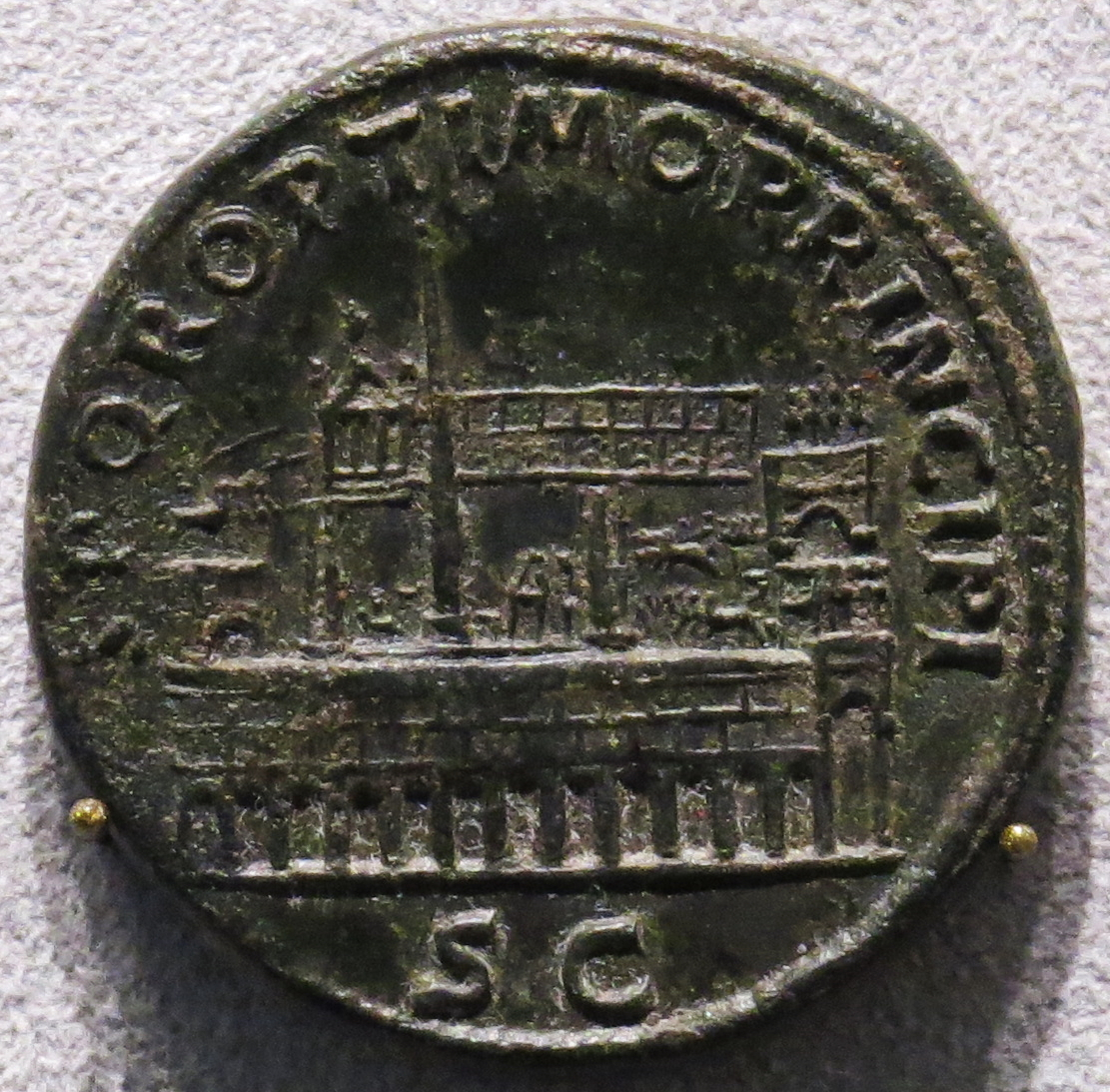
Sestercio de Trajano celebrando la restauración del Circo Máximo, acuñado en el 103 d. C.

Los daños causados por el incendio del 31 a. C. fueron reparados probablemente por Augusto (el sucesor de Julio César y el primer emperador romano). Modestamente solo reclamó crédito por un obelisco y un pulvinar, aunque ambos fueron proyectos importantes. Desde su extracción, mucho antes de que Roma existiera, el obelisco había sido consagrado a los dioses egipcios del Sol. Augusto lo transportó desde Heliópolis hasta Roma con un coste enorme, y lo erigió en el centro de la barrera divisoria del circo. Fue el primer obelisco de la ciudad, un exótico objeto sagrado y un recordatorio permanente de la victoria de Augusto sobre sus enemigos romanos y sus aliados egipcios en las recientes guerras civiles. Gracias a él, Roma había conseguido una paz duradera y una nueva provincia egipcia. El pulvinar fue construido con una escala monumental, y consistía en un santuario o templo (aedes) elevado por encima de los asientos junto a la pista. A veces, mientras se disputaban los juegos, Augusto los veía desde allí, junto con los dioses, ocasionalmente acompañado por su familia. Este es el circo descrito por Dionisio de Halicarnaso como «una de las estructuras más bellas y admirables de Roma», con «entradas y subidas para los espectadores desde todas las tiendas, de manera que la incontable multitud de personas pudiera entrar y salir sin inconvenientes».

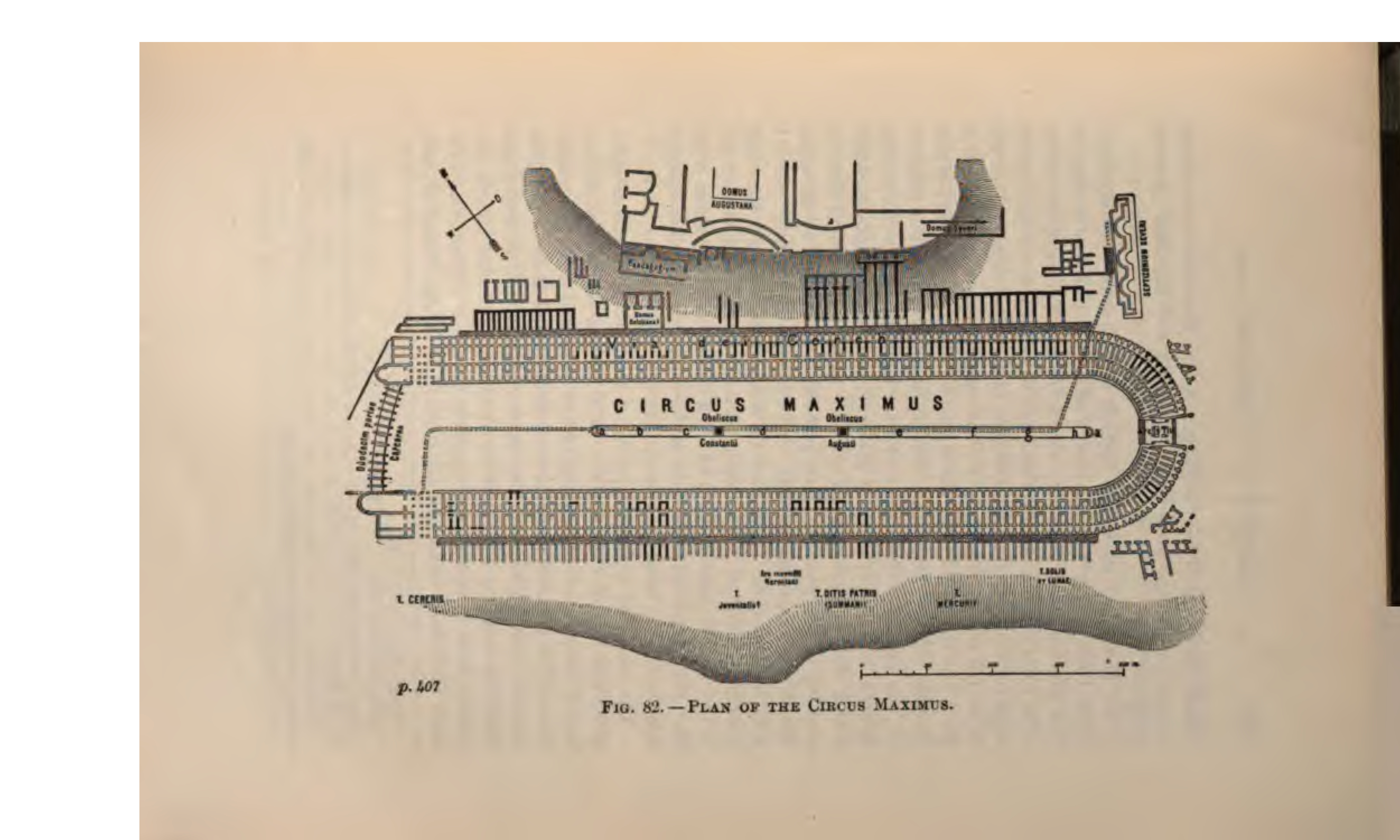
Planta del Circo Máximo de acuerdo con Samuel Ball Platner (1911). Las puertas de salida escalonadas están a la izquierda.

El sitio siguió siendo propenso a las inundaciones, posiblemente a través de las puertas de salida, hasta que Claudio hizo mejoras en el recinto, que probablemente incluían la construcción de un terraplén extramuros. Los incendios en los abarrotados talleres y tribunas de madera constituían un peligro aún mayor. Un incendio en el 36 d. C. parece que empezó en el taller de un cestero, bajo las gradas del lado del Aventino; el emperador Tiberio compensó a varios pequeños negocios del circo por sus pérdidas. En el 64 d. C., durante el reinado de Nerón, se desató un gran incendio en el extremo semicircular del circo, que arrasó las gradas y tiendas y destruyó buena parte de la ciudad. Los juegos y festivales se continuaron celebrando en el circo, que fue reconstruido a lo largo de varios años con las mismas dimensiones y el mismo diseño.
A finales del siglo i, la barrera divisoria central comprendía una serie de estanques de agua, o bien un único canal abierto en algunos puntos y cubierto en otros, que ofrecía oportunidades para el embellecimiento artístico e incluía templos y estatuas de varias deidades, fuentes y refugios para los asistentes que participaban en las actividades más peligrosas del circo, como las cacerías o la recuperación de heridos durante las carreras de carros.
En el 81 d. C. el Senado construyó un triple arco en honor a Tito en el extremo semicircular del circo para sustituir o ampliar una antigua entrada procesional. El emperador Domiciano construyó un nuevo palacio de varias plantas en el Palatino, conectado de algún modo con el circo; él probablemente veía los juegos en estilo autocrático, desde arriba y apenas visible para los que estaban abajo como ya habían hecho otros emperadores como Augusto o Calígula.Domiciano, tras un nuevo incendio que tuvo lugar durante su reinado, costeó la reconstrucción completa del Circo en piedra y ladrillo. La nueva estructura monumental era tan alta que los ludi no se veían bien desde la terraza del palacio, por lo que se construyó un nuevo pulvinar en las gradas desde el que el emperador pudiera ser visto y honrado como parte de la comunidad romana, junto con los dioses.
Tras el asesinato de Domiciano, Trajano completó las obras del Circo Máximo en el año 103. Esta se convirtió en su forma definitiva, que no fue cambiada posteriormente salvo por algunas adiciones monumentales de emperadores posteriores. Durante el reinado de Antonino Pío una parte de la summa cavea in ligneis, la parte más alta de la grada construida con madera, colapsó matando a 1112 espectadores.El emperador Caracalla llevó a cabo una nueva restauración en el año 213 que conllevó reparaciones y renovaciones de la fábrica existente. Plinio afirma que las obras de Trajano añadieron unos cinco mil asientos adicionales. Durante el reinado de Diocleciano se produjo el derrumbe de una parte de la grada que provocó la muerte de unas trece mil personas.La última gran restauración del Circo Máximo fue llevada a cabo por el emperador Constantino. Además de reconstruir la sección de la grada que se había derrumbado años atrás, decoró el pórtico superior con columnas doradas.

## Importancia religiosa
La curva sureste de la pista discurría entre dos santuarios que pudieron ser anteriores al desarrollo formal del circo. Uno de ellos, en el exterior de la curva, estaba dedicado a la diosa que daba nombre al valle, Murcia, una deidad primitiva asociada con Venus, el arbusto del mirto, un manantial sagrado, el arroyo que dividía el valle y el pico menor del Aventino. El otro estaba en el poste de giro sureste, donde había un santuario subterráneo dedicado a Consus, un dios menor protector de los cereales y los silos, conectado a la diosa de la agricultura, Ceres. De acuerdo con la tradición romana, Rómulo descubrió este santuario poco después de la fundación de Roma e inventó las fiestas Consualia para reunirse con los pueblos vecinos en una celebración que incluía carreras de caballos y bebidas. Durante estas distracciones, los hombres de Rómulo raptaron a las hijas de los sabinos y las tomaron como esposas. Por tanto, el famoso mito romano del rapto de las sabinas tuvo lugar en la zona del circo.
En esta época casi legendaria, ya se habrían celebrado carreras de caballos o carros en el sitio del circo. La anchura de la pista podía haber estado determinada por la distancia entre los santuarios de Murcia y Consus en el extremo sureste, y su longitud por la distancia entre estos dos santuarios y el Ara Máxima de Hércules Invicto, supuestamente más antiguo que la propia Roma y situado detrás de los puestos de salida del circo. La posición del santuario de Consus en la curva de la pista recuerda la colocación de los santuarios del equivalente del dios romano Neptuno en la mitología griega, Poseidón, en los hipódromos griegos. Tras los desarrollos posteriores, el altar de Consus, una de las divinidades protectoras del circo, fue incorporado en el poste de giro sureste. Cuando el arroyo Murcia fue cubierto parcialmente para formar una barrera divisoria (spina o euripus) entre los postes de giro, su santuario fue conservado o reconstruido. A finales de la época imperial, tanto la curva sureste como el propio circo eran conocidos a veces como Vallis Murcia. Los símbolos usados para contar las vueltas de las carreras también tenían un significado religioso: Cástor y Pólux, que nacieron de un huevo, eran los patrones de los caballos, los jinetes y el orden ecuestre (équites). Del mismo modo, el posterior uso de contadores con forma de delfín reforzó la asociación entre las carreras, la rapidez y Neptuno, el dios de los terremotos y los caballos; los romanos creían que los delfines eran las más rápidas de todas las criaturas. Cuando los romanos adoptaron como deidad ancestral a Cibeles, la diosa frigia de la Madre Tierra, se erigió una estatua de ella a lomos de un león dentro del circo, probablemente sobre la barrera divisoria.

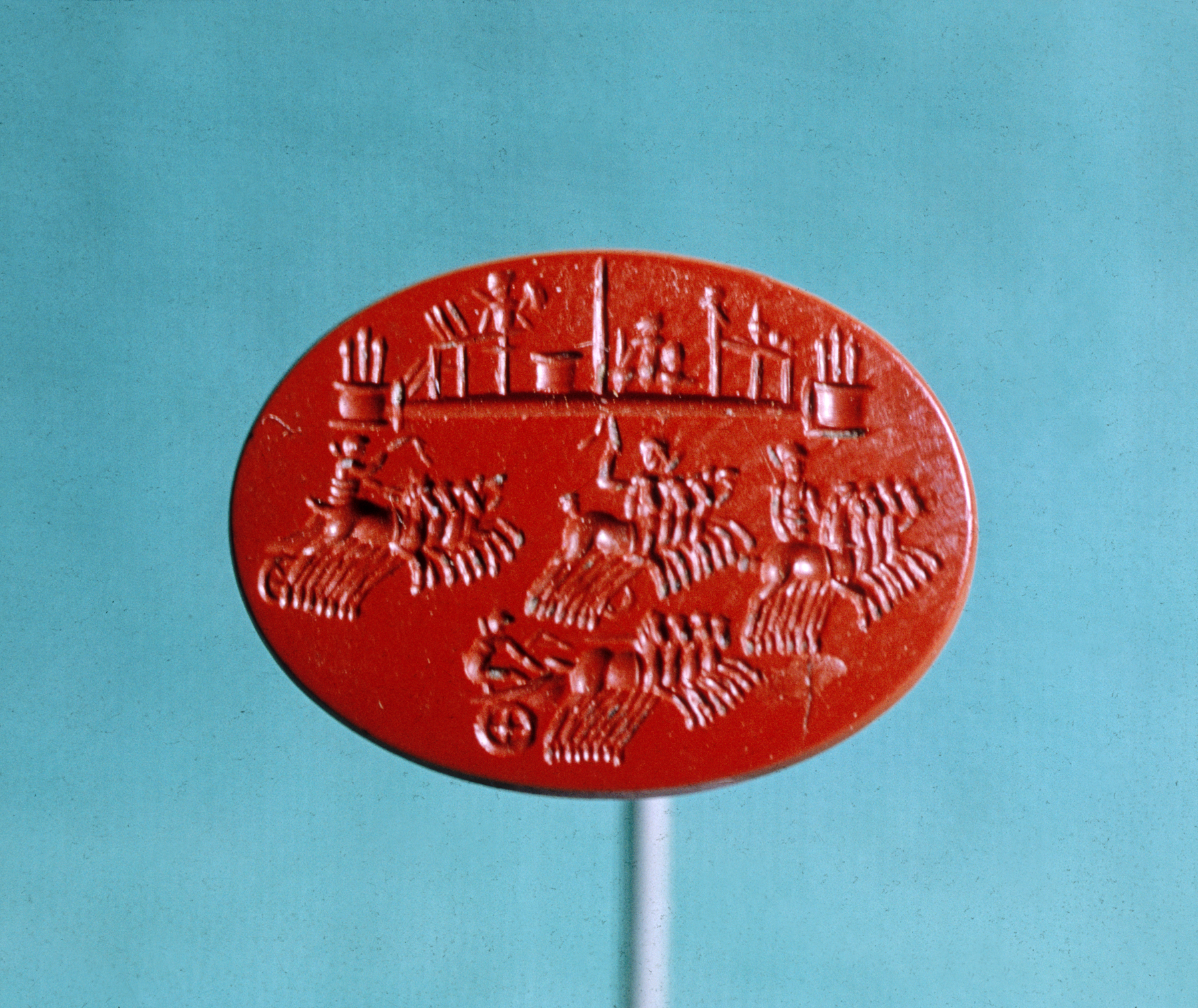
Jaspe grabado del siglo ii d. C. que muestra una carrera de carros, con dos metae de tres puntas en cada extremo de la barrera divisoria (Walters Art Museum, Baltimore).

El culto al Sol y a la Luna estaban probablemente representados en el circo desde sus fases más tempranas. Su importancia creció con la introducción del culto romano a Apolo y el desarrollo del monismo estoico y solar como base teológica del culto imperial romano. En la época imperial, el dios del Sol era el patrono divino del circo y de sus juegos. Su obelisco sagrado se elevaba sobre el estadio desde la barrera central, cerca de su templo y de la línea de meta. El dios del Sol era el auriga victorioso, que conducía su carro de cuatro caballos (cuadriga) a través del circuito celestial desde el amanecer hasta el anochecer. Su pareja Luna conducía su carro de dos caballos (biga); juntos, representaban el movimiento predecible y ordenado del cosmos y el circuito del tiempo, que encontraba su analogía en la pista del circo. El templo de Luna, que probablemente fue construido mucho antes que el de Apolo, se quemó en el gran incendio del 64 d. C. y probablemente no fue reconstruido. Su culto fue identificado estrechamente con el de Diana, quien parece que era representada en las procesiones que iniciaban los juegos del circo, y con el de Sol Indiges, identificado habitualmente como su hermano. Tras la pérdida de su templo, su culto se pudo haber trasladado al templo del Sol en la barrera divisoria o a uno contiguo; ambos habrían estado a cielo abierto.

El Mitreo del Circo Máximo era el templo subterráneo dedicado a Mitra (dios romano) conocido como (Sol Invictus). 
También había templos de varias deidades en las colinas cercanas, con vistas del circo; actualmente, la mayoría se han perdido. Los templos de Ceres y Flora se encontraban cerca el uno del otro, en el Aventino, aproximadamente frente a las puertas de salida del circo, que permanecían bajo la protección de Hércules. Al sureste, a lo largo del Aventino, había un templo dedicado a Luna, la diosa de la Luna. Los templos del Aventino de Venus Obsequens, Mercurio y Dis (o quizás Summanus) se encontraban en las laderas por encima de la curva sureste. En la colina del Palatino, frente al templo de Ceres, estaba el Templo de Cibeles y, aproximadamente frente al templo de Luna, el Templo de Apolo, dedicado al dios del Sol.
Varios festivales, algunos de ellos de incierta fundación, se celebraban en el circo en épocas históricas. Las Consualia, con su fundación semimítica por Rómulo, y las Cerealias, el festival principal de Ceres, probablemente eran anteriores a los primeros «Juegos Romanos» (Ludi Romani) atestiguados históricamente, celebrados en el circo en honor a Júpiter en el 366 a. C. A inicios de la época imperial, Ovidio describió la apertura de las Cerealias (a mediados o finales de abril) con una carrera de caballos en el circo, seguida por la liberación nocturna de zorros en el estadio con sus colas en llamas con antorchas encendidas.

## Estado y usos modernos

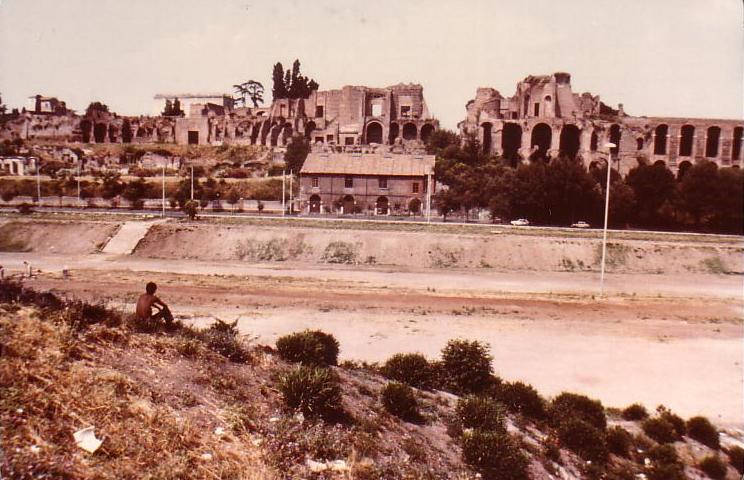
Las ruinas del Palatino sobre el Circo Máximo, vistas desde el Aventino (1983).

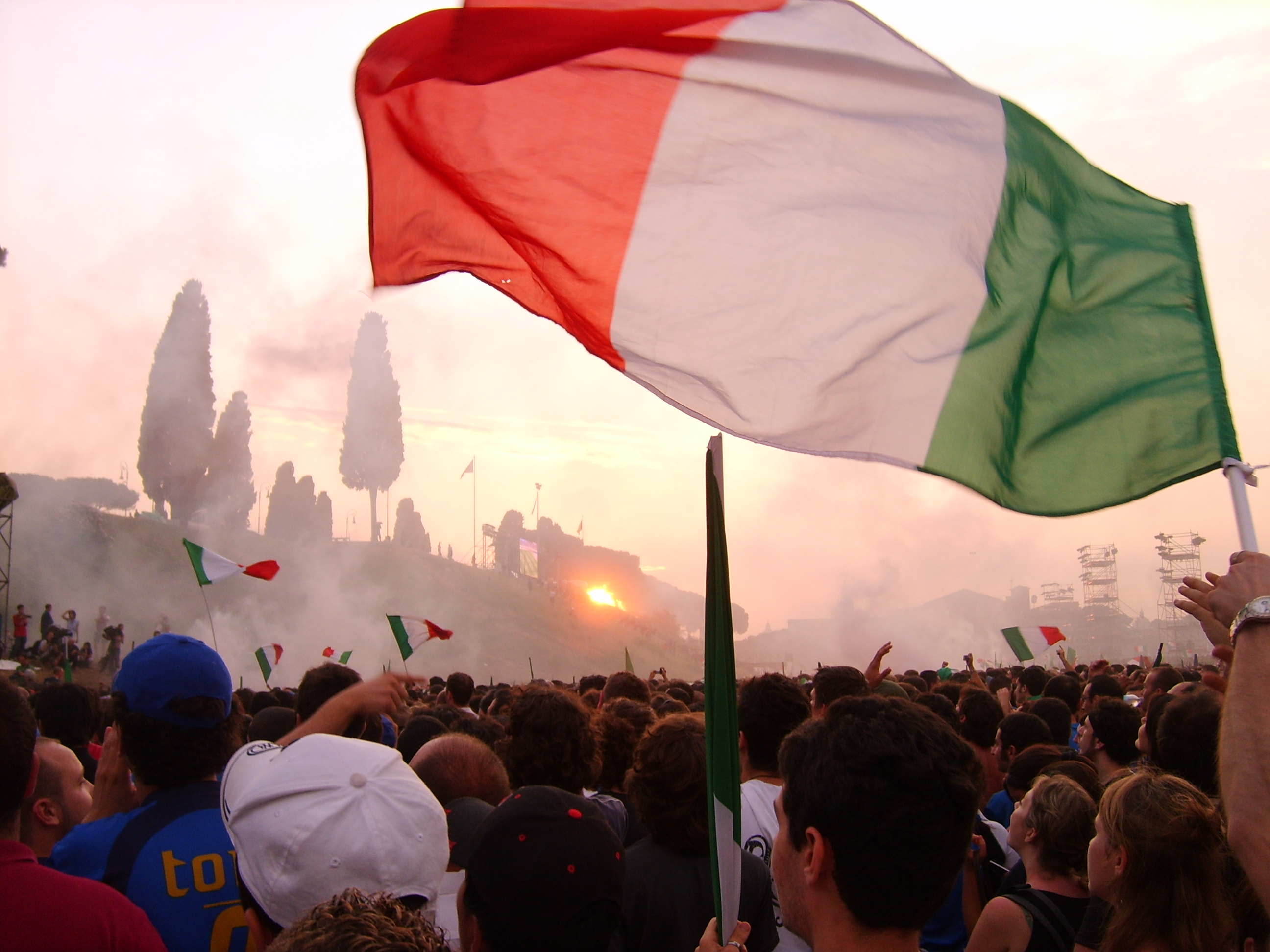
Celebración de la victoria de Italia en la Copa Mundial de Fútbol de 2006 en las ruinas del circo.

A partir del siglo vi, el circo cayó en desuso y decadencia. Los niveles más bajos de sus gradas, siempre propensos a inundaciones, fueron enterrados gradualmente por suelo aluvial y escombros, de manera que actualmente la pista original está a unos seis metros por debajo del nivel del suelo. En el siglo xi, el circo fue «sustituido por viviendas alquiladas por la congregación de San Guido». En el siglo xii se excavó un canal en la zona para drenar el suelo, y en el siglo xvi fue usado como huerta. Durante el Renacimiento, las ruinas del circo fueron uno de los muchos lugares usados como conveniente cantera de piedra de construcción de buena calidad. Muchas de las estructuras del circo que quedaban en pie sobrevivieron a estos cambios; en 1587, el papa Sixto V retiró dos obeliscos de la barrera central, uno de los cuales fue colocado en la Piazza del Popolo. En 1852 la Anglo-Italian Gas Society construyó una fábrica de gas en la parcela, que permaneció allí hasta 1910, cuando fue trasladada a las afueras de Roma. A mediados del siglo xix las obras en el circo sacaron a la luz la parte inferior de una grada y un pórtico exterior. Desde entonces, las sucesivas excavaciones han expuesto más secciones de gradas, la curva y la barrera central, pero no se han podido llevar a cabo unas exploraciones más profundas debido a la escala, profundidad y propensión a anegarse del sitio.
Actualmente el sitio del circo funciona como un gran parque público en el centro de la ciudad, que es usado a menudo para conciertos y eventos. El 2 de julio de 2005, el concierto de Live 8 en Roma se celebró allí. El 14 de julio de 2007, la banda británica de rock Genesis dio un concierto en el circo ante una audiencia de unas 500 000 personas. Este concierto fue grabado y publicado en un DVD titulado When In Rome 2007. The Rolling Stones tocaron allí delante de 71 527 personas el 22 de junio de 2014 en la fecha italiana de su gira 14 On Fire. El circo también ha albergado celebraciones de victorias deportivas, por ejemplo después de que Italia ganara la Copa Mundial de Fútbol de 2006 o de que la A. S. Roma ganara la Serie A en 1983 y 2001. En julio de 2018 la estrella de la música italiana Laura Pausini concedió allí el primer concierto de su Fatti Sentire World Tour, enamorando a miles de asistentes italianos y de otros rincones del mundo. En mayo de 2019, se inauguró una nueva experiencia de realidad virtual/aumentada, la Circo Maximo Experience, que lleva a los visitantes por un recorrido a través del sitio y su historia.